# Aphodiopsis radians
Aphodiopsis radians är en skalbaggsart som beskrevs av S. Endrödi 1964. Aphodiopsis radians ingår i släktet Aphodiopsis och familjen Aphodiidae. Inga underarter finns listade i Catalogue of Life.